# Anthomyia liturata
Anthomyia liturata is een vliegensoort uit de familie van de bloemvliegen (Anthomyiidae). De wetenschappelijke naam van de soort is voor het eerst geldig gepubliceerd in 1830 door Robineau-Desvoidy.